# Non-interventismo
Il non-interventismo è una forma di politica estera che sostiene che i detentori del potere dovrebbero evitare di stringere alleanza con altre nazioni ed evitare tutte le guerre che non siano direttamente correlate con l'autodifesa. Una definizione simile è quella di "indipendenza strategica". L'isolazionismo consiste nel non-interventismo combinato insieme al nazionalismo economico (protezionismo); la maggior parte del non-interventisti non sono isolazionisti. Molti, come Thomas Jefferson negli Stati Uniti, favoriscono il non-interventismo combinato con il libero commercio e il libero scambio culturale (neutralismo).

## Non-interventismo per Paese

### Nuova Zelanda
Negli ultimi anni, la Nuova Zelanda sta divenendo non-interventista. Non venne infatti fornito nessun supporto militare (ad eccezione di quello medico) durante la prima Guerra del Golfo, anche se furono inviate truppe per la guerra in Afghanistan nel 2001. Per quanto riguarda la guerra in Iraq, furono inviati ingegneri, ma solo dopo la cessazione delle ostilità.

### Svezia
La Svezia non entrò nella Seconda Guerra Mondiale, dichiarandosi neutrale e mantenendo tale status anche nel Dopoguerra. Con questa motivazione, rifiutò nel 1949 di entrare nella Nato e, nel 1971, anche l'ingresso nella Comunità Europea (allora composta soltanto da paesi dell'Alleanza atlantica): fece ingresso nell'Unione europea soltanto nel 1995, ben dopo la dissoluzione del Patto di Varsavia. Con l’inizio della guerra russo-ucraino nel 2022, decise di aderire nella Nato divenendone il 32º membro nel 2024.

### Svizzera
La Svizzera è da secoli conosciuta per la sua politica di neutralità per quanto riguarda la difesa armata.

### Stati Uniti
Negli Stati Uniti, questa politica estera è ricorsa varie volte nella storia del Paese, anche durante il primo secolo di storia degli Stati. George Washington, il primo Presidente, cercò di spingere la nazione ad evitare accordi internazionali. Anche Thomas Jefferson favorì la pace, il commercio e l'amicizia con tutte le nazioni, anche se non fu stipulato nessun patto internazionale.
La politica di non-interventismo è stato un serio problema per tutte le maggiori guerre sostenute dagli USA. Durante la prima guerra mondiale, i non-interventisti furono tacciati di essere isolazionisti, anche se in realtà pochi attivisti antibellici del periodo lo sostenevano. Durante il periodo tra le guerre, la seconda guerra mondiale e la guerra di Corea, i maggiori sostenitori del non-interventismo erano i conservatori.
Durante il periodo della guerra in Vietnam, la Nuova Sinistra divenne il maggiore organo propulsore del non-interventismo; oggi, negli Stati Uniti, sia la "destra" che la "sinistra" sono favorevoli in generale all'intervento armato, anche se la sinistra preferisce maggiormente l'intervento multilaterale (attraverso l'ONU, la NATO e altre organizzazioni di sicurezza internazionale), mentre la destra accetta anche l'intervento unilaterale.